# Зринска гора
Зринска гора је планина која се налази у Хрватској, у области Банија, на подручју Сисачко-мославачке жупаније. Према настанку спада у старије геолошке формације. Богата је водом те биљњим и животињским свијетом
Стара хрватска племићка породица Зрински су добили име по Зринској гори. Зрински су у средњем вијеку на гори изградили утврду Зрин, те су искориштавали њена бројна природна и рудна богатства. У Гвозданском се ископавало сребро и ковао новац, тзв. хрватски бановац. Постојали су и рудници олова те цинка.
Највиши врх Зринске горе је на 616 m надморске висине.